# Арлен Спектер
А́рлен Спе́ктер (англ. Arlen Specter; нар. 12 лютого 1930, Вічита, Канзас, США — пом. 14 жовтня 2012, Філадельфія, Пенсільванія) — американський політик. Сенатор США від штату Пенсільванія (1981–2011).

## Біографія
Нащадок українських емігрантів до Америки. Опубліковане особисте свідчення сенатора: «My father came to this country when he was 18, in 1911, from a village called Batchkerina in Ukraine» — «Мій батько прибув до Америки 1911 року, коли йому було 18 років, … з України».
Навчався в Університеті Пенсільванії (юридичний факультет).
1951–1953 — служив у Військово-повітряних силах США. З 1956 — адвокат у Філадельфії. 1959–1964 — заступник окружного прокурора в Філадельфії. Член президентської комісії з розслідування вбивства Президента Дж. Кеннеді. 1966–1974 — окружний прокурор Філадельфії. Адвокат.
1980 обраний від Республіканської партії в Сенат США (переобирався 1986, 1992, 1998, 2004 (на термін до 3 січня 2011 року). Голова парламентського комітету з інформатики (104 конгрес), член комітету з справ ветеранів та комітету з правосуддя. А. Спектер — член редколегії Єльського юридичного журналу.
30 березня 1995 висував свою кандидатуру на посаду президента США.